# Derrick Point
Derrick Point är en udde i Antarktis. Den ligger i Östantarktis. Nya Zeeland gör anspråk på området.
Terrängen inåt land är kuperad österut, men norrut är den platt. Havet är nära Derrick Point västerut. Trakten är obefolkad. Det finns inga samhällen i närheten. 